# Szklanówka
Szklanówka – część wsi Laliki w Polsce, położona w województwie śląskim, w powiecie żywieckim, w gminie Milówka. 
W latach 1975–1998 Szklanówka należała administracyjnie do województwa bielskiego.
Rozegrał się w nim finał walk o wyzwolenie Żywiecczyzny. Na Szklanówce zachowały się okopy, schrony i transzeje niemieckie.